# Eudox de Cnidos
|  | No s'ha de confondre amb Eudox (poeta còmic), Eudox de Cízic, o Eudox de Rodes. |

Eudox de Cnidos (grec antic: Εὔδοξος ὁ Κνίδιος)  (Cnidos, c. 408 aC - Cnidos, c. 355 aC), fill d'Esclines, fou un geòmetra, astrònom i metge grec, que va viure vers el 366 aC. L'esmenta Diògenes Laerci i la seva fama deriva de la seva condició d'astrònom més que de cap altra. Va introduir l'esfera a l'astronomia grega clàssica i va corregir alguns conceptes egipcis sobre la durada de l'any. Totes les seves obres originals s'han perdut, encara que alguns fragments es conserven en el comentari d'Hiparc al poema d'Arat sobre l'astronomia. El llibre Esfèriques de Teodosi de Bitínia es pot basar en una obra d'Eudox.
Eudox fou deixeble d'Arquites de Tàrent en geometria, i de Plató; va anar a Egipte on va rebre la protecció de Nectabeu I. Després va ensenyar filosofia a Cízic i a la Propòntida, i va anar a Atenes a 23 anys. Va tenir un grup de deixebles a l'Acadèmia platònica. Va tenir un fill i algunes filles i va escriure alguns llibres sobre astronomia i geometria. Va morir a 53 anys.
Aristòtil diu que va fer esferes separades per les estrelles, el sol, la lluna i els planetes; Arquimedes diu que va mesurar el diàmetre del sol com 9 vegades més gran que el de la lluna; Vitrubi li atribueix la invenció d'un dial solar anomenat ἀράχνη (aranya); i es tenen diverses notícies fragmentàries més; però l'únic cert és el que diu el poema d'Arat de Cnidos i el comentari d'Hiparc. Les seves obres són:
- Γεωμετροίμενα (Geometria), (equivalent al Ὀργανική (Orgànica) esmentat per Plutarc
- Ἀστρονομία δι᾽ ὲπῶν (Astronomia de la Lluna), en dos llibres.
- Ἐνοπτρον o Κάτοπτρον i Φαινόμενα (Espectacle o Mirall dels fenòmens)[6]
- Γῆς Περίοδος (Període terrestre), (dubtós)

## Biografia
Eudox va néixer i va morir a Cnidos, que era una ciutat a la costa sud-oest de l'Anatòlia. Els anys del naixement i la mort d'Eudox no es coneixen completament, però el rang podria haver estat c. 408 – c. 355 BC, o c. 390 – c. 337 BC. El seu nom Eudox significa "honrat" o "de bona reputació" (εὔδοξος, de eu "bo" i doxa "opinió, creença, fama"). És anàleg al nom llatí Benedictus.
Al pare d'Eudox, Esquines de Cnidos, li encantava veure les estrelles a la nit. Eudox va viatjar per primera vegada a Tàrent per estudiar amb Arquites de Tàrent, de qui va aprendre matemàtiques. Mentre estava a Itàlia, Eudox va visitar Sicília, on va estudiar medicina amb Filistió.
Als 23 anys viatjà amb el metge Teomedó —que (segons Diògenes Laerci) alguns creien que era el seu amant a Atenes per estudiar amb els seguidors de Sòcrates. Finalment va assistir a conferències de Plató i d'altres filòsofs durant uns quants mesos, però a causa d'un desacord van tenir un conflicte. Eudox era bastant pobre i només podia permetre's un apartament al Pireu. Per assistir a les conferències de Plató, havia de caminar 10 km en cada sentit cada dia. A causa de la seva pobresa, els seus amics van recaptar fons suficients per enviar-lo a Heliòpolis, Egipte, per continuar els seus estudis d'astronomia i matemàtiques. Va viure allà durant 16 mesos. Des d'Egipte, va viatjar al nord fins a Cízic, situat a la riba sud del Mar de Màrmara. Va viatjar cap al sud fins a la cort de Mausol. Durant els seus viatges va reunir molts estudiants propis.
Cap al 368 aC, Eudox va tornar a Atenes amb els seus alumnes. Segons algunes fonts, cap al 367 va assumir la direcció (erudits) de l'Acadèmia durant el període de Plató a Siracusa, i va ensenyar Aristòtil. Finalment, va tornar al seu Cnidos natal, on va servir a l'assemblea de la ciutat. Mentre era a Cnidos, va construir un observatori i va continuar escrivint i donant conferències sobre teologia, astronomia i meteorologia. Va tenir un fill, Aristàgores, i tres filles, Actis, Filtis i Delfos.
En astronomia matemàtica, la seva fama es deu a la introducció de les esferes concèntriques i a les seves primeres contribucions a la comprensió del moviment dels planetes.
El seu treball sobre les proporcions mostra una visió dels nombres reals; permet un tractament rigorós de magnituds contínues i no només de nombres enters o fins i tot de nombres racionals. Quan va ser reviscut per Tartaglia i altres al segle xvi, es va convertir en la base del treball quantitatiu en ciència i va inspirar el treball de Richard Dedekind.
Cràters de Mart i la Lluna reben el seu nom. Una corba algebraica (la Càmpila d'Eudoxe) també porta el seu nom.

## Matemàtiques
Eudox és considerat per alguns com el més gran dels matemàtics grecs clàssics; Arquimedes el considerava el més important de l'Antiguitat abans d'ell mateix. Eudox va ser probablement la font de la major part del llibre V dels Elements d'Euclides. Va desenvolupar amb rigor el mètode d'exhaustió d'Antifon, un precursor del càlcul integral que també va ser utilitzat de manera magistral per Arquimedes al segle següent. En aplicar el mètode, Eudox va demostrar afirmacions matemàtiques com: les àrees dels cercles són entre si com els quadrats dels seus radis, els volums de les esferes són els uns amb els altres com els cubs dels seus radis, el volum d'una piràmide és un terç del volum d'un prisma amb la mateixa base i altitud, i el volum d'un con és un terç del cilindre corresponent.
Eudox va introduir la idea de la magnitud matemàtica no quantificada per descriure i treballar amb entitats geomètriques contínues com ara línies, angles, àrees i volums, evitant així l'ús de nombres irracionals. En fer-ho, va revertir l'èmfasi pitagòric en el nombre i l'aritmètica, centrant-se, en canvi, en els conceptes geomètrics com a base de les matemàtiques rigoroses. Alguns pitagòrics, com el professor d'Eudox Arquites, havien cregut que només l'aritmètica podia proporcionar una base per a les demostracions. Induït per la necessitat d'entendre i operar amb magnituds incommensurables, Eudox va establir la que podria haver estat la primera organització deductiva de les matemàtiques sobre la base d'axiomes explícits. El canvi d'enfocament d'Eudox va estimular una divisió en matemàtiques que va durar dos mil anys. En combinació amb una actitud intel·lectual grega sense preocupar-se pels problemes pràctics, es va produir una retirada significativa del desenvolupament de tècniques d'aritmètica i àlgebra.
Els pitagòrics havien descobert que la diagonal d'un quadrat no té una unitat de mesura comuna amb els costats del quadrat; aquest és el famós descobriment que l'arrel quadrada de 2 no es pot expressar com la relació de dos nombres enters. Aquest descobriment havia anunciat l'existència de magnituds incommensurables més enllà dels nombres enters i les fraccions racionals, però al mateix temps va posar en dubte la idea de mesura i càlculs en el conjunt de la geometria. Per exemple, Euclides proporciona una demostració elaborada del teorema de Pitàgores (Elements I.47), utilitzant la suma d'àrees i només molt més tard (Elements VI.31) una demostració més senzilla a partir de triangles similars, que es basa en les proporcions dels segments de línia.
Els matemàtics grecs antics no calculaven amb quantitats i equacions com ho fem avui, sinó que feien servir proporcionalitats per expressar la relació entre quantitats. Així, la proporció de dues magnituds semblants no era només un valor numèric, com ho pensem avui; la relació de dues magnituds semblants era una relació primitiva entre elles.
Eudox va ser capaç de restaurar la confiança en l'ús de proporcionalitats introduint una definició sorprenent del significat de la igualtat entre dues proporcions. Aquesta definició de proporció forma el tema del llibre V d'Euclides.
A la definició 5 del llibre V d'Euclides llegim:
| « | Es diu que les magnituds estan en la mateixa proporció, la primera a la segona i la tercera a la quarta quan, si es pren algun equimúltiple del primer i del tercer, i qualsevol equimúltiple del segon i del quart, els primers equimúltiples superen igualment, són iguals o no són iguals per a aquests últims equimúltiples, respectivament, en l'ordre corresponent | » |

Fent servir la notació moderna, això s'aclareix de la següent manera. Si prenem quatre magnituds: a, b, c i d, aleshores la primera i la segona tenen una relació {\displaystyle a/b}; de la mateixa manera el tercer i el quart tenen una proporció {\displaystyle c/d}.
Ara si {\displaystyle a/b=c/d} fem el següent: Per a dos nombres enters arbitraris qualsevol, m i n, formen els equimúltiples m · a i m · c del primer i del tercer; també formen els equimúltiples n · b i n · d del segon i del quart.
Si passa que m · a > n · b, també hem de tenir m · c > n · d. Si passa que m · a = n · b, també hem de tenir m · c = n · d. Finalment, si passa que m · a < n · b, també hem de tenir m · c < n · d.
Observeu que la definició depèn de comparar les magnituds semblants m · a i n · b, i les magnituds semblants m · c i n · d, i no depèn de l'existència d'una unitat comuna de mesura d'aquestes magnituds.
La complexitat de la definició reflecteix la profunda innovació conceptual i metodològica implicada. Recorda el famós cinquè postulat d'Euclides sobre els paral·lels, que és més extens i complicat en la seva redacció que els altres postulats.
La definició eudoxiana de proporcionalitat utilitza el quantificador, "per a cada..." per aprofitar l'infinit i l'infinitesimal, igual que les definicions modernes d'èpsilon-delta de límit i continuïtat.
A més, l'Axioma d'Arquimedes declarada com a definició 4 del llibre V d'Euclides no es deu originalment a Arquimedes sinó a Eudox.

## Astronomia
A l'antiga Grècia, l'astronomia era una branca de les matemàtiques; els astrònoms van intentar crear models geomètrics que poguessin imitar les aparences dels moviments celestes. Identificar el treball astronòmic d'Eudox com una categoria separada és, per tant, una conveniència moderna. Alguns dels textos astronòmics d'Eudox els noms dels quals han sobreviscut inclouen:
- Desaparicions del Sol, possiblement en els eclipsis
- Oktaeteris (Ὀκταετηρίς), en un cicle lunisolar-Venus de vuit anys del calendari
- Phaenomena (Φαινόμενα) i Enoptron (Ἔνοπτρον), sobre astronomia esfèrica, probablement basant-se en observacions fetes per Eudox a Egipte i Cnidus
- Sobre velocitats, sobre moviments planetaris

Hi ha prou informació sobre el contingut de Phaenomena, perquè el text en prosa d'Eudox va ser la base d'un poema homònim d'Arat. Hiparc va citar el text d'Eudox en el seu comentari a Arat.

### Models planetaris eudoxans
Una idea general del contingut de Sobre velocitats es pot extreure de la Metafísica XII, 8 d'Aristòtil i un comentari de Simplici de Cilícia (segle VI dC) sobre De caelo, una altra obra d'Aristòtil. Segons una història publicada per Simplici, Plató va plantejar una pregunta als astrònoms grecs: "A partir del supòsit de quins moviments uniformes i ordenats es poden explicar els moviments aparents dels planetes?" Plató va proposar que els moviments errants aparentment caòtics dels planetes es podien explicar per combinacions de moviments circulars uniformes centrats en una Terra esfèrica, aparentment una idea nova al segle iv aC.
En la majoria de les reconstruccions modernes del model eudoxà, a la Lluna se li assignen tres esferes:
- La més exterior gira cap a l'oest una vegada cada 24 hores.
- La segona gira cap a l'est una vegada al mes, explicant el moviment mensual de la Lluna a través del zodíac.
- La tercera també completa la seva revolució en un mes, però el seu eix s'inclina en un angle lleugerament diferent, explicant el moviment en latitud (desviació de l'eclíptica), i el moviment dels nodes lunars.

Al Sol també se li assignen tres esferes. La segona completa el seu moviment en un any en lloc d'un mes. La inclusió d'una tercera esfera implica que Eudox creia erròniament que el Sol es movia en latitud.

Animació que representa el model d'Eudox del moviment planetari retrògrad. Les dues esferes homocèntriques més íntimes del seu model es representen aquí com anells, cadascun girant amb el mateix període però en direccions oposades, movent el planeta al llarg d'una corba en forma de vuit, o hipopede.

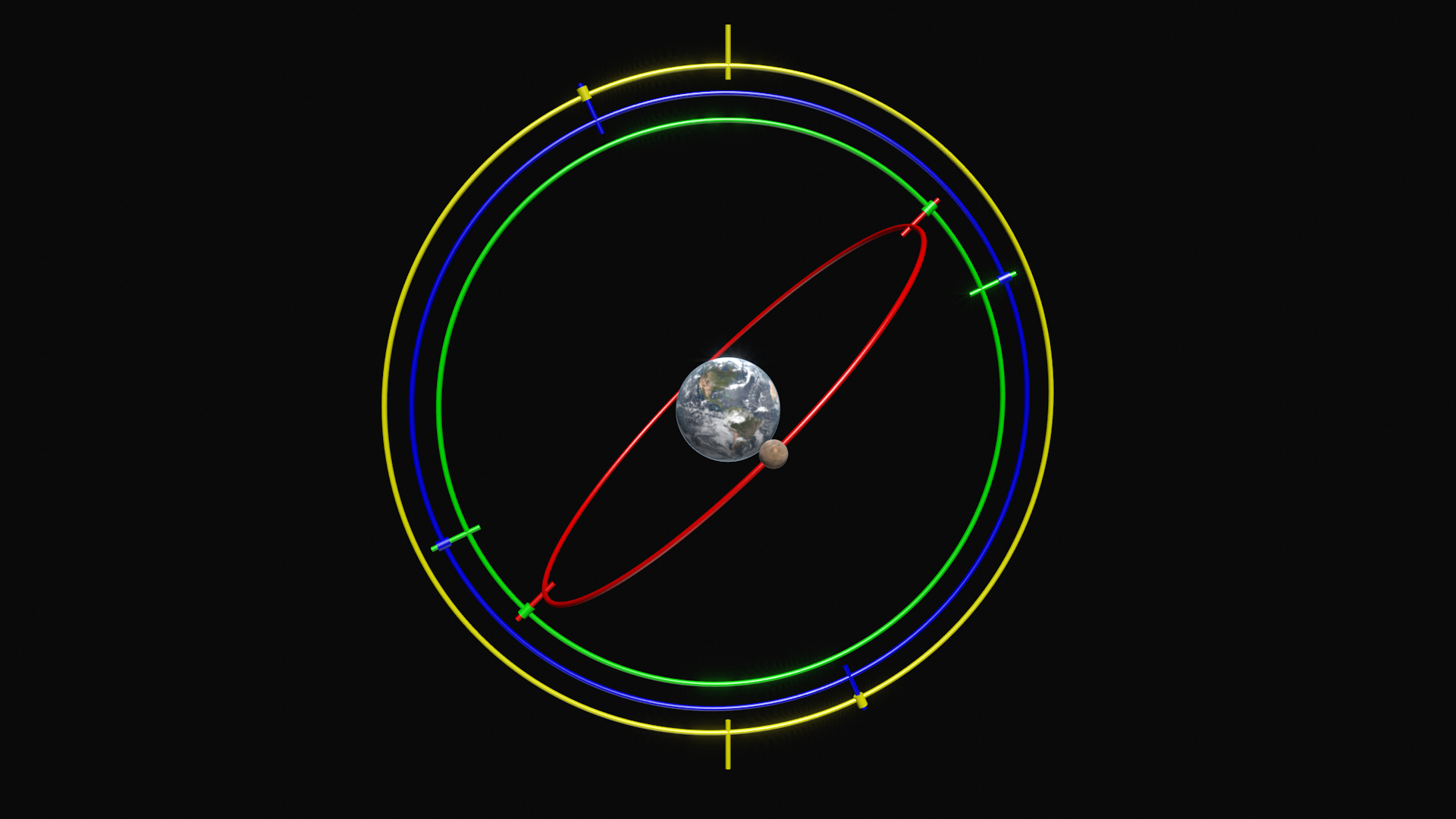
Model d'Eudox del moviment planetari. Cadascuna de les seves esferes homocèntriques es representa aquí com un anell que gira sobre l'eix mostrat. L'esfera més externa (groga) gira una vegada al dia; el segon (blau) descriu el moviment del planeta a través del zodíac; el tercer (verd) i el quart (vermell) junts mouen el planeta al llarg d'una corba de vuit (o hipòpede) per explicar el moviment retrògrad.

Els cinc planetes visibles (Mercuri, Venus, Mart, Júpiter i Saturn) tenen assignades quatre esferes cadascun:
- El més exterior explica el moviment diari.
- El segon explica el moviment del planeta a través del zodíac.
- El tercer i el quart junts expliquen la retrogradació, quan un planeta sembla alentir-se i després invertir breument el seu moviment a través del zodíac. Inclinant els eixos de les dues esferes l'un respecte a l'altre i fent-los girar en direccions oposades però amb períodes iguals, Eudoxe podria fer que un punt de l'esfera interior tracés una forma de vuit, o hipopede.

### Importància del sistema Eudoxià
Cal·lip de Cízic, un astrònom grec del segle IV, va afegir set esferes a les 27 originals d'Eudox (a més de les esferes planetàries, Eudox va incloure una esfera per a les estrelles fixes). Aristòtil va descriure ambdós sistemes, però va insistir a afegir esferes "desenrotllables" entre cada conjunt d'esferes per cancel·lar els moviments del conjunt exterior. Aristòtil estava preocupat per la naturalesa física del sistema; sense desenrotlladors, els moviments exteriors es transferirien als planetes interiors.
Un defecte important del sistema eudoxià és la seva incapacitat per explicar els canvis en la brillantor dels planetes vists des de la Terra. Com que les esferes són concèntriques, els planetes romandran sempre a la mateixa distància de la Terra. Aquest problema va ser assenyalat a l'Antiguitat per Autòlic de Pítana. Els astrònoms van respondre introduint el deferent i l'epicicle, fet que va fer que un planeta variés la seva distància. No obstant això, la importància d'Eudox per a l'astronomia i en particular per a l'astronomia grega és considerable.

## Ètica
Aristòtil, a l’Ètica a Nicòmac, atribueix a Eudox un argument a favor de l'hedonisme, és a dir, que el plaer és el bé últim pel qual pretén l'activitat. Segons Aristòtil, Eudox va proposar els següents arguments per a aquesta posició:
1. Totes les coses, racionals i irracionals, tenen com a objectiu el plaer; les coses apunten al que creuen que és bo; una bona indicació de quin és el bé principal seria el que apunten la majoria de les coses.
2. De la mateixa manera, s'evita universalment el contrari del plaer, el dolor, la qual cosa proporciona suport addicional a la idea que el plaer es considera universalment bo.
3. La gent no busca el plaer com un mitjà per a una altra cosa, sinó com un fi per dret propi.
4. Qualsevol altre bé que se t'ocorre seria millor si s'hi afegia el plaer, i només amb el bé es pot augmentar el bé.
5. De totes les coses que són bones, la felicitat és peculiar per no ser elogiada, cosa que pot mostrar que és la coronació del bé.[16]